# Ptilanthura tenuis
Ptilanthura tenuis is een pissebed uit de familie Anthuridae. De wetenschappelijke naam van de soort is voor het eerst geldig gepubliceerd in 1878 door Oscar Harger.